# Bärtjärnen, Dalarna
Bärtjärnen är en sjö i Leksands kommun i Dalarna och ingår i Dalälvens huvudavrinningsområde.